# Fagus-GreCon

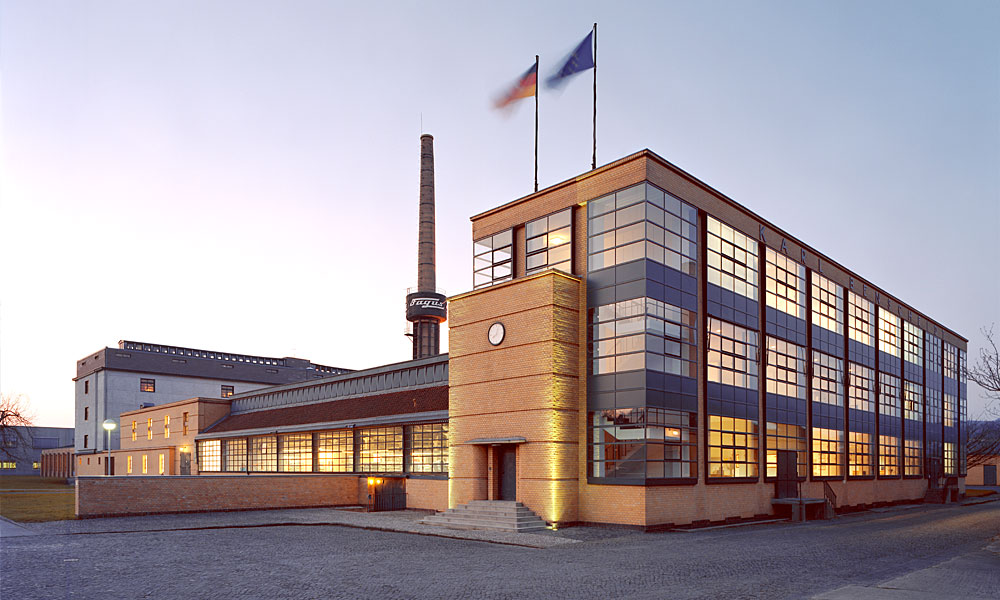
Fagus-Werk in Alfeld (Frontale)

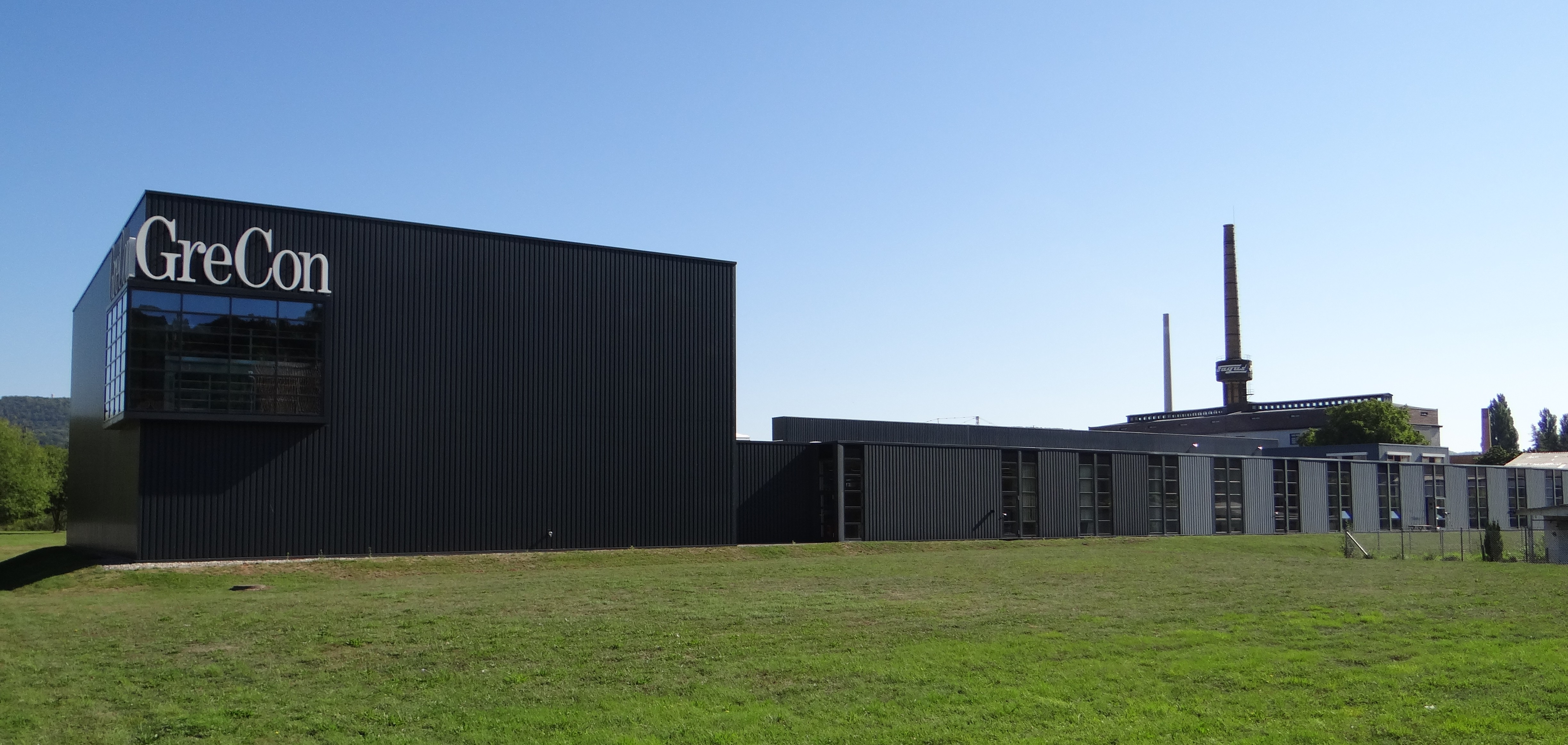
GreCon-Gebäude

Die Fagus-GreCon Greten GmbH & Co. KG ist ein weltweit tätiges Produktionsunternehmen mit den Hauptgeschäftsbereichen präventiver Brandschutz- und Messtechniksysteme. Hauptsitz des Unternehmens ist Alfeld (Leine). Darüber hinaus unterhält das Unternehmen Standorte in Lüdenscheid und Nürnberg sowie Tochtergesellschaften in Brasilien, China, Frankreich, Großbritannien, Thailand und den USA. Das im Jahr 1911 durch den Bauhausgründer Walter Gropius erstellte Fagus-Werk, heute Hauptgebäude des Unternehmens, wurde 2011 von der UNESCO zum Weltkulturerbe erklärt.

## Firmengeschichte

### Gründung des Unternehmens Fagus
Carl Benscheidt (1858–1947) kündigt im Jahr 1910 nach schweren Differenzen in den Alfelder Schuhleistenfabriken C. Behrens, wo er seit 1896 Firmenleiter war. Im Jahr 1911 gründet er das Fagus-Werk. Als Firmennamen wählt er den lateinischen Begriff für den Schuhleisten-Rohstoff Buche (fagus). Das Stammkapital von 750.000 Reichsmark erhält der Firmengründer zum Großteil von britischen und amerikanischen Investoren, die er aus früheren Geschäftsbeziehungen kannte wie z. B. die United Shoe Machinery Corporation aus den USA.
Benscheidt beauftragt daher den erst 28-jährigen Walter Gropius und dessen Mitarbeiter Adolf Meyer mit der äußeren Gestaltung des neuen Werkes. Beide entwerfen für das Hauptgebäude eine innovative Fassade aus Stahl und Glas. Dieses Erstlingswerk des Architekten und späteren Bauhausgründers Walter Gropius gilt als Ursprungsbau der modernen Industriearchitektur. Das Fagus-Werk wird 2011 UNESCO-Welterbestätte.
Ende 1911 beginnt mit 105 ehemaligen Behrens-Arbeitern und 18 Angestellten die Produktion in den teils noch unfertigen Gebäuden. Schon im Herbst gibt es den Plan einer umfangreichen Erweiterung des Werks, er wird in den nächsten Jahren schrittweise ausgeführt. Fagus investiert von Anfang an in das Wohlergehen seiner Arbeiter: Die hellen Arbeitsräume sowie die sozialen Einrichtungen übertreffen den üblichen Standard bei weitem. Darüber hinaus engagiert sich Benscheidt seit 1899 für den Arbeiterwohnungsbau. Für sein soziales Engagement verleiht ihm die Stadt Alfeld später die Ehrenbürgerwürde.
Der Fotograf Edmund Lill (1874–1958) übernimmt die auch zu Werbezwecken genutzte Dokumentation des Werkes. Die Fagus-Drucksachen gestaltet Max Hertwig (1881–1975), Grafiker und Gründer des Bundes Deutscher Gebrauchsgrafiker, dem heutigen Berufsverband der deutschen Kommunikationsdesigner.

### Schuhleistenforschung im Fagus-Werk
Der Schuhleisten ist die Basis für jeden Schuh und ist entscheidend für seine spätere Passform. Carl Benscheidt beabsichtigt, mit dem Fagus-Werk „etwas Abweichendes und Besseres“ zu verwirklichen – im Vorfeld informiert er sich mit seinem Sohn in den USA über die neuesten Entwicklungen. Beide untersuchen intensiv bessere Passformen für Schuhe, sie veröffentlichen eigene Abhandlungen und Artikel in Fachzeitschriften. Benscheidt jr. (1888–1975) erforscht mit Wissenschaftlern, wie dem Chirurgen August Weinert, fußgerechte Formen. Er unterstützt diese Forschung auch finanziell.
Schon früh erstellt Benscheidt sen. Größentabellen mit präzisen Abstufungen der Längen und Weiten für jede Schuhgröße. Auf dieser Grundlage führt sein Sohn in den 1920er Jahren differenzierte Maßtabellen für Schuhleisten ein. Um die Leistenweite optimal zu vermessen, entwickelt er mit Mitarbeitern im Fagus-Werk einen Messpunkt-Markierapparat, der die Messpunkte im Verhältnis des Goldenen Schnittes setzt.
Karl Benscheidt jr. wird 1938 Gründungsmitglied der „Prüf- und Forschungsstelle Leisten- und Schuhbau“. Nach dem Zweiten Weltkrieg engagiert er sich in der 1948 eingerichteten „Forschungsstelle für Leisten- und Schuhbau“.
Als eines der ersten Unternehmen verwendet Fagus in den 1960er Jahren Kunststoffleisten, damit entfällt die lange Trocknungszeit der Rohhölzer. Um störende Hohlräume im Kunststoff zu erkennen, sog. Lunker, führt Fagus das Röntgen der Rohlinge ein.
Ab 1990 erarbeitet das Werk gemeinsam mit der dänischen Schuhfabrik Ecco sowie den Universitäten Kopenhagen und Hannover in einem EU-Forschungsprojekt ein Verfahren zur Schuhleistenentwicklung mittels der CAD-Technik und deren Herstellung mit Hilfe der CAM-Technik (TOPSYS). Von 2015 bis 2018 beteiligt sich Fagus-GreCon an einem gemeinschaftlichen Forschungsprojekt zum Thema „Entwicklung einer innovativen Leistenform unter Berücksichtigung der anatomischen und biomechanischen Gegebenheiten speziell des Vorfußes“. Das Unternehmen liefert bis heute Leisten und Formen für die industrielle Schuhproduktion und berät ihre Schuhkunden in Mode- und Passformfragen.

### Weimarer Republik
Gegen Ende des Ersten Weltkriegs löst Carl Benscheidt mit Hilfe eines Bankkredits die amerikanischen Anteile ab – das Werk stand aufgrund der amerikanischen Teilhaber seit dem Kriegseintritt der USA im Jahr 1917 unter Zwangsverwaltung. Karl Benscheidt jr. tritt 1919 in die Geschäftsleitung ein. Der Juniorchef investiert in die Weiterentwicklung der Schuhleisten-Maschinen und eröffnet die neue Abteilung 'Maschinenbau'. Mit der auf absolute Präzision ausgerichteten Genauigkeitsdrehbank und dem ersten elektrischen Schuhbügeleisen verschafft er dem Unternehmen große Verkaufsschlager.
Im Jahr 1921 beginnt Fagus die wissenschaftliche Schuhleistenforschung in Zusammenarbeit mit dem Orthopäden August Weinert. Zudem verbessert Benscheidt jr. die Produktionsabläufe sowie die Aus- und Weiterbildung bei Fagus – jeder Arbeiter soll z. B. jeden Schritt des Produktionsprozesses beherrschen. 1925 folgten der Bau der ersten Fagus-Schuhleistendrehbank und der Beginn des Baus von Holzbearbeitungsmaschinen. Die eigene Werksschule für die Ausbildung der Lehrlinge eröffnet 1927.
Der Fotograf Albert Renger-Patzsch (1897–1966) macht 1928 das Fagus-Werk mit seiner ersten Fotoserie weltbekannt.
Die Weltwirtschaftskrise übersteht Fagus mit relativ geringen Verlusten, so steigt das Werk Schritt für Schritt zum führenden Schuhleistenhersteller im Deutschen Reich auf. Zum Ende des Jahres 1932 sind 361 Mitarbeiter angestellt.

### Verbindung zum Bauhaus
Die Verbindungen zum Bauhaus werden durch Carl Benscheidt und seinen Sohn aufrechterhalten und intensiviert. Dabei treten sie gleichzeitig als Förderer weiterer Bauhausprojekte auf und werben bei weiteren Projekten in der Region für das Büro Gropius.
In vielen Bereichen im Fagus-Werk wird das Wirken durch Künstler des Bauhauses weiterhin sichtbar. Die Grafiker Johannes Molzahn und Herbert Bayer erstellen progressive Entwürfe für Drucksachen wie Briefbögen oder Annoncen. Auch der Künstler Theo van Doesburg gestaltet eine Anzeige. In den Bauhaus-Werkstätten wird Mobiliar für Fagus, für den privaten Wohnbereich des Firmengründers sowie die Werkswohnungen gestaltet und gefertigt.
Für Karl Benscheidt jr. war die Bekanntschaft mit Walter Gropius ein Schlüsselerlebnis. Enthusiastisch verfolgte er die zeitgenössischen Ideen, insbesondere am Bauhaus, das mit anfangs expressionistischem Pathos „die Sammlung allen künstlerischen Schaffens zur Einheit“ propagierte. Ende 1922 gründet Benscheidt jr. in Alfeld den Volksbildungsverein, der programmatisch vom Bauhaus beeinflusst war. Im Laufe der 1920er Jahre wurde die Schuhleistenfabrik in Alfeld quasi zum Vorzeigeprojekt, in dem die Ideale des Bauhauses vom „großen Bau“ bis zur Formgebung der industriellen Erzeugnisse annähernd verwirklicht wurden.
Nachdem die Nationalsozialisten das Bauhaus 1934 als „Kirche des Marxismus“ angegriffen hatten, emigrierte Gropius nach London und später in die USA. Gropius und Benscheidt jr. standen bis zum Tode von Walter Gropius am 5. Juli 1969 im Austausch. Von der Gründerzeit bis zum heutigen Tag wird in dem Familienunternehmen Fagus-GreCon in dem bedeutenden Bauwerk Fagus-Werk produziert. Das Fagus-Werk ist die einzige UNESCO-Welterbestätte mit industrieller Produktion.

### Nationalsozialismus
Während der NS-Zeit kürte die DAF das Fagus-Werk zwei Jahre hintereinander, 1937 und 1938, zum nationalsozialistischen Musterbetrieb. Im Jahr 1939 verzeichnet Fagus 501 Beschäftigte. Während des Zweiten Weltkriegs befindet sich nahezu die Hälfte der Mitarbeiter im Militäreinsatz, das Werk setzt als Ausgleich deutsche Arbeiterinnen und ausländische Zwangsarbeiter aus elf Nationen ein. Im Juni 1944 etwa besteht nach Aussage des Betriebsrats die Belegschaft aus 143 Zwangsarbeitern (davon 19 Kriegsgefangene) und 409 deutschen Arbeitern, davon 108 Frauen.
Die Zwangsarbeiter werden dem Werk vom Arbeitsamt zugeteilt. Untergebracht sind die Zwangsarbeiter in nahe gelegenen Sammelunterkünften und bei Privatpersonen. Im Zweiten Weltkrieg werden weiterhin Schuhleisten und Stanzmesser hergestellt. Als kriegswichtiges Unternehmen produziert Fagus zusätzlich Gewehrkolben, andere Waffenteile und Flugzeugmodelle. Es gibt Hinweise darauf, dass ab 1944 im Fagus-Werk Stahlruder für die V2-Rakete gefertigt wurden. Der Abgleich von Gravierungen erhärtete den Verdacht.
Ende 1943 oder Anfang 1944 erhielt die 1942 durch den Reichswirtschaftsminister gegründete „Arbeitsgemeinschaft Schuh“ den Auftrag zur Entwicklung eines neuen Schnürstiefels für die Wehrmacht. Verschiedene Schuhleistenhersteller, darunter auch das Fagus-Werk, bemühten sich im Wettbewerb um den Auftrag für den dafür notwendigen neuen Standardleisten. Die über die verschiedenen Leisten gefertigten Schuhe wurden im Auftrag der Wehrmacht von Häftlingen auf der sogenannten „Schuhprüfstrecke“ im KZ Sachsenhausen unter brutalen, menschenverachtenden Bedingungen erprobt. Dabei mussten die Häftlinge im sogenannten Schuhläufer-Kommando eine mit unterschiedlichen Belägen ausgestattete 700 Meter lange Teststrecke mehrmals bis zu 40 Kilometer zurücklegen. Die Dauerläufe waren de facto Todesmärsche, da die Läufer erschossen wurden, wenn diese infolge von Ermüdung zusammenbrachen. Der 2014 erhobene Vorwurf, Fagus selbst habe dort in eigenem Auftrag Schuhe getestet, konnte in einer anschließend eingeleiteten Untersuchung nicht bestätigt werden. Die Schuhprüfstrecke diente vor allem der Erprobung von Lederersatzmaterialien, da der Rohstoff Leder wegen der Kriegsverwendung nur eingeschränkt verfügbar war. Die Schuhprüfstrecke bestand bis zur Auflösung des Konzentrationslagers 1945.

### Nachkriegszeit
Ohne größere Schäden überstehen die Gebäude und der Maschinenpark den Zweiten Weltkrieg, das Werk nimmt wenige Wochen nach Kriegsende mit 50 Arbeitern den Betrieb wieder auf. Fagus stellt Handwagen, Holzsohlen und Schuhleisten her. Schnell wächst die Produktion und mit ihr die Belegschaft: Bereits im Dezember 1945 sind 470 Personen angestellt. Das Fagus-Werk wird 1946 von der damaligen britischen Besatzungsmacht unter Denkmalschutz gestellt. Im Jahr 1952 besucht Walter Gropius das Werk. Gropius lebt seit seinem Exil in den USA, der freundschaftliche Kontakt zur Familie Benscheidt ist auch während des Krieges bestehen geblieben. Mit Karl-Fritz Benscheidt (1925–1995) übernimmt 1952 die dritte Generation der Gründerfamilie die Firmenleitung. Er führt das Unternehmen gemeinsam mit seinem Vater Karl Benscheidt jr. und dem Geschäftsführer Herbert Kiszka. Die Produktionszahlen steigen kontinuierlich, im Jahr 1953 erreicht das Werk mit 450.000 Paar Schuhleisten seinen vorläufigen Rekord. Der Fotograf Albert Renger-Patzsch fertigt eine zweite Serie mit Werksfotografien. Fagus beginnt Mitte der 1960er Jahre als eines der ersten Unternehmen Schuhleisten aus Kunststoff mit Hilfe der von Fagus-Ingenieur Willi Otto entwickelten Kunststoffspritzmaschine herzustellen. Damit entfällt die bis zu dreijährige Lagerungszeit für die Rohhölzer im Vorfeld. Doch das traditionelle Material Buche verschwindet keineswegs, bis heute besteht das zuerst entworfene Schuhleisten-Modell aus Buchenholz.

### Firmengeschichte bis zum Ende des 20. Jahrhunderts
Gerd und Ernst Greten, Urenkel des Firmengründers, übernehmen 1974 die Geschäftsführung. Sie erweitern das wirtschaftlich nicht mehr rentable Werk durch ihre zuvor 1970 gegründete Firma GreCon zu einem Verbund mit den Abteilungen Schuhleisten, Anlagenbau, Maschinenbau und Elektronik. Mit einer modernen Maschinenbauhalle wird der Standort erweitert, die erste Funkenlöschanlage entsteht. Alle Firmen werden 1980 unter dem gemeinsamen Dach der Firma Fagus-GreCon zusammengefasst.
Der Bereich Maschinenbau produziert seit 1980 Optimierungskappanlagen und Keilzinkenanlagen zur Vergütung von Massivholz, die bei der Herstellung von Möbelplatten oder im Holzleimbau gebraucht werden. Der Bereich Elektronik fertigt präventive Brandschutzsysteme und Messgeräte für die Holzwerkstoffplattenindustrie.
Die Restaurierung des Werks beginnt 1982 in enger Zusammenarbeit mit der staatlichen Denkmalpflege. Massive Bauschäden sind an allen Gebäuden zu erkennen, eine Wärmedämmung der Dächer ist dringend erforderlich. Gemeinsam mit Fachleuten findet im Jahr 1985 ein großes Kolloquium im Werk statt, das vor allem über den Umgang mit der weltberühmten Stahl-Glas-Fassade berät. Danach wird als Kompromiss eine neue Doppelverglasung in den Büroräumen, aber weiterhin eine Einfachverglasung an den Verkehrswegen und insbesondere an der freitragenden Ecke eingesetzt.
Ende der 1980er Jahre wird der Bereich Elektronik durch Ultraschall- und Röntgenanlagen sowie Festigkeitssortieranlagen für Massivholz erweitert, neue Produktionshallen entstehen. Das erste Kamerasystem zur Erkennung von Holz-Fehlstellen wird eingeführt.
Der Maschinenbau wird 1998 ausgegliedert. In einem Joint Venture mit der Firma Weinig werden nun hier vor Ort die Keilzinkenanlagen unter dem Namen GreCon Dimter hergestellt.

### Firmengeschichte ab 2000 bis jetzt
2002 werden die Restaurierungsarbeiten des Fagus-Werks abgeschlossen. Die Kosten von 13 Millionen Mark teilen sich die staatliche Denkmalpflege und das Unternehmen. Von 2007 bis 2020 ist Kai Greten, Ururenkel des Firmengründers, Mitglied der Firmenleitung in fünfter Generation. Zu seinem 100sten Geburtstag wird das Fagus-Werk im Jahr 2011 UNESCO-Welterbestätte. Dafür eingesetzt hat sich fast zwei Jahrzehnte ein Kuratorium unter dem Vorsitz des Bundestagsabgeordneten Hermann Rappe, dessen Nachfolger Karl-Wilhelm Lange, Regierungspräsident in Braunschweig a. D., und Thomas Oppermann, ehemaliger Niedersächsischer Minister für Wissenschaft und Kultur. Im Anschluss gründen Freunde und Firmenangehörige den Verein „Förderer des Weltkulturerbes Fagus-Werk“. Vorsitzender des gemeinnützigen Vereins wird der in den Ruhestand getretene Bürgermeister der Stadt Alfeld (Leine) Karl-Heinz Duwe. Der Niedersächsische Ministerpräsident, Stephan Weil, eröffnet im Mai 2015 das multimediale Besucherzentrum zur UNESCO-Welterbestätte.
Nach Übernahme der Fagus-GreCon-Maschinenbauanteile durch die Firma Weinig produziert Weinig seit 2016 Keilzinkenanlagen und Doppelendprofiler unter dem Namen Weinig Grecon im nun angemieteten Gebäude. Für den Bereich Elektronik entsteht 2016 das neue Kundenzentrum. Um der steigenden Nachfrage gerecht werden zu können, nimmt das Unternehmen 2019 eine neue Produktionshalle in Betrieb. Moderne Fertigungsprinzipien ermöglichen eine effizientere Ablauforganisation der Fertigungsprozesse. 2020 scheidet Kai Greten aus dem Unternehmen aus. Erstmals in der Firmengeschichte ist damit kein Familienmitglied in der Geschäftsführung des Unternehmens. Zwischen 2020 und 2023 bestand die Geschäftsführung aus Uwe Kahmann, seit 2007 im Amt, und Michael Gawronski. Nach dem Ausscheiden von Kahmann im Juni 2024 übernahmen Alexander Kuppe und Mario Haas die Geschäftsführung von Fagus-GreCon.
Weltweit beschäftigt Fagus-GreCon 2024 über 700 Mitarbeiter. Das UNESCO-Welterbe Fagus-Werk hat sich als Kulturzentrum in der Region etabliert. Im Bauhaus-Jahr 2019 begrüßte das Fagus-Werk fast 30.000 Besucher. Neben regelmäßigen Werksführungen gibt es viele Veranstaltungen wie Konzerte oder Lesungen in der Produktionshalle sowie Sonderausstellungen in der Fagus-Galerie.

### Neustrukturierung des Unternehmens
In der mehr als 100-jährigen Firmengeschichte wurde die Struktur des Unternehmens immer wieder sich ändernden Marktbedingungen angepasst. 2020 gliederte sich das Unternehmen in die Unternehmensbereiche Fagus Schuhleisten und Formen, GreCon Brandschutz, GreCon Messtechnik und UNESCO-Welterbe Fagus-Werk. Mit dieser Neustrukturierung stellte sich das Unternehmen noch besser auf die Besonderheiten der jeweiligen Märkte und Kundengruppen ein.
Zum 1. Januar 2024 gliedert sich der Bereich Fagus aus der Fagus-GreCon Greten GmbH & Co. KG heraus und wird in eine eigenständige Gesellschaft, die Fagus GmbH, überführt. Als Grund nennt das Unternehmen die wachsenden Anforderungen in der Schuhindustrie, die zu einer Neuausrichtung in den Bereichen Formen, Design, Schuhleisten und DIP-Service geführt hätten. Wesentliche Geschäftsanteile der Fagus GmbH befinden sich danach auch weiterhin in den Händen der Gesellschafterfamilie. Auch der Firmensitz behält seinen Standort auf dem Fagus-GreCon-Gelände in Alfeld bei.

## Unternehmensbereiche

### GreCon präventiver Brandschutz
Der Geschäftsbereich präventiver Brandschutz ist sowohl in der Funkenlöschung als auch im Objektschutz für industrielle Prozesse und Anlagen aktiv.
Anfang der 1970er-Jahre führte das Unternehmen die weltweit erste industrielle Funkenlöschanlage ein. Diese präventiven Brandschutzsysteme verhindern Brände in industriellen Produktionsanlagen, indem sie Zündinitiale wie Funken, heiße Partikel oder Glutnester innerhalb von Millisekunden erkennen und unschädlich machen, oft ohne die Produktion zu unterbrechen.
Ursprünglich auf die Holzwerkstoffindustrie spezialisiert, finden die präventiven Brandschutzprodukte durch ihre Technologie auch in zahlreichen anderen Industriebereichen Anwendung. Unter anderem in der Lebensmittel-, Vliesstoff-, Energie-, Glas-, Metall-, Papier-, Recycling-, Gummi- und Textilindustrie.
Darüber hinaus entwickelt das Unternehmen Schutzkonzepte zum Objektschutz, die darauf abzielen, Entstehungsbrände frühzeitig zu erkennen und zu löschen, um Personenschäden und Produktionsausfälle zu verhindern. Durch hochsensible Detektoren werden Brände in ihrer frühen Entstehungsphase erkannt und durch automatische Löschsysteme bekämpft.
Fagus-GreCon bietet durch seine internationale Vertriebs- und Servicestruktur nicht nur Produkte, sondern auch ein breites Dienstleistungsportfolio wie Komplettmontagen für Kunden weltweit an.

### GreCon Messtechniksysteme
Der Geschäftsbereich Messtechnik hat sich historisch vor allem auf die Holzwerkstoffindustrie spezialisiert. Das Produktangebot umfasst innovative Entwicklungen wie Flächengewichtsmessanlagen, Dickenmessanlagen und Systeme zur Formungsoptimierung. Diese Produkte haben sich fest in der Holzwerkstoffindustrie etabliert.
Das Portfolio erstreckt sich zudem auf Systeme zur Qualitätsüberwachung, über die automatische Erkennung der Span- und Fasergeometrie bis hin zu Röntgenscannern zur Fremdkörperdetektion in Holzwerkstoffen. In jüngster Zeit hat der Bereich seine Forschungsaktivitäten auf Laborsysteme ausgeweitet, insbesondere in der Formaldehydanalyse und deren Normen.
Um die Geschäftstätigkeit zu diversifizieren, werden viele Messsysteme mittlerweile auch in anderen Industrien eingesetzt, unter anderem in der Mineralwoll-, Kunststoff- und Gipsplattenindustrie.

## Auszeichnungen
- 2006: Ausgewählter Ort für Deutschland – Land der Ideen[14]
- 2011: Ernennung zum UNESCO-Welterbe
- 2019: Ernst Greten wird mit dem Karl-Friedrich Schinkel Ring ausgezeichnet[15]
- 2020: Top Arbeitgeber im Maschinenbau (Kununu-Auswertung)
- 2021: Innovation des Jahres 2020: Auszeichnung des Messtechnik Systems GreCon 3D PARTICLEVIEW durch EWTA[16]
- 2022: Top Company (Kununu Auswertung)
- 2022–2025: Deutsches Siegel Unternehmensgesundheit GOLD
- 2022: Top Ausbildung (Qualitätssiegel IHK Hannover)
- 2023: Top Company (Kununu Auswertung)
- 2023/2024: Top Arbeitgeber Südniedersachsen[17][18]
- 2024: Top Company (Kununu Auswertung)